# NS 3500
De serie NS 3500 was een serie sneltreinstoomlocomotieven van de Nederlandse Spoorwegen (NS) en diens voorgangers Noord-Brabantsch-Duitsche Spoorweg-Maatschappij (NBDS) en Maatschappij tot Exploitatie van Staatsspoorwegen (SS).

## Geschiedenis

### NBDS
De NBDS bestelde in 1907 als eerste spoorwegmaatschappij in Nederland sneltreinlocomotieven met de asindeling 2'C, die in 1908 door Beyer, Peacock and Company werden geleverd. Zij werden met de nummers 30-35 in dienst gesteld. De grotere maatschappijen Nederlandsche Centraal-Spoorweg-Maatschappij (NCS) en SS kwamen pas twee jaar later met dergelijke sneltreinlocomotieven, de NCS 71-78, later NS 3600 en SS 700, later NS 3700. Het waren niet alleen de eerste locomotieven in Nederland met drie gekoppelde aandrijfassen, maar ook met een keteldruk van 14 atmosfeer.
De locomotieven voldeden geheel aan de gestelde verwachtingen: ze vervoerden op tijd treinen tot boven het normale gewicht en konden vertragingen inlopen. De post moest immers op tijd in Berlijn zijn en de aansluiting op de mailboot in Vlissingen moest worden gehaald. De kleur van de locomotieven was donkerblauw, afgezet met zwarte banden en rode biezen. De tender en het benedendeel van het machinistenhuis kregen een extra verfraaiing, bestaande uit een brede witte bies buiten de rode. De dom was eveneens blauw gehouden. De wielkasten waren volgens gebruik van de fabrikant afgezet met dubbele messing randen, waartussen de naam Beyer-Peacock. De messing nummerplaten toonden de letters NBDS en het nummer tegen een rode achtergrond, terwijl op de zijwanden van de tenders de letters NBDS in goud met rode schaduw waren geschilderd. De wielen waren in rood uitgevoerd. Hun evenwichtige uiterlijk en aparte kleur lieten niet na ieders bewondering op te wekken en ze werden al spoedig op de route via Noord-Brabant de Blauwe Brabanders of de grote blauwen genoemd.
De NBDS bestelde deze locomotieven voor de mailtreinen van Vlissingen via haar eigen lijn tussen Boxtel en Wesel naar Oberhausen en Haltern, in concurrentie met de SS. Door de Eerste Wereldoorlog kwam aan deze verbinding een einde. Omdat de NBDS hierdoor enige locomotieven overcompleet had, werden tussen november 1915 en oktober 1919 twee à drie locomotieven aan de NCS verhuurd, die door het wachten op ombouw van de locomotieven 71-74 behoefte had aan extra tractiematerieel. Door regelmatige uitwisseling hebben de 30-32 en 34-35 bij de NCS gereden.
Wegens de goede resultaten met de 30-35 werden nog voor de Eerste Wereldoorlog twee locomotieven bijbesteld bij Hohenzollern. In tegenstelling tot de eerdere locomotieven, die met een drie-assige tender waren voorzien, werden de nieuwe locomotieven met een grotere vierassige tender besteld. De eerste werd in 1914 geleverd en kreeg het nummer 36. De tweede werd in 1920 geleverd en heeft geen NBDS-nummer meer gekregen, maar is met het SS-nummer 988 in dienst gesteld.

### SS en NS
In 1919 werd de exploitatie en het materieel overgenomen door de SS, waarbij de locomotieven 30-36 werden voorzien van de SS nummers 981-987. 
Met het samenvoegen van het materieelpark van de SS met dat van de Hollandsche IJzeren Spoorweg-Maatschappij (HSM) in 1921 werd het materieel van de NS-nummers 3501-3508 voorzien. In de NS-tijd werden de drie-assige tenders van de 3503-3506 verwisseld met vierassige tenders van de serie NS 4500.
De afvoer van deze locomotieven begon in 1938 en 1939 met de 3502, 3503, 3504, 3506 en 3507, die scheuren in de frameplaten vertoonden. In 1940 werd de maximumsnelheid van de resterende drie locomotieven teruggebracht tot 50 km/u. De 3508 is in de oorlogsjaren in België zwaar beschadigd geraakt en is in 1946 officieel afgevoerd. De 3501 en 3505 werden na de oorlog begin 1946 buiten dienst gesteld.

## Overzicht
| Fabrikant                  | Fabrieksnummer | Bouwjaar | NBDS nummer | SS nummer | NS nummer | Afvoer | Bijzonderheden |
| -------------------------- | -------------- | -------- | ----------- | --------- | --------- | ------ | -------------- |
| Beyer, Peacock and Company | 5134           | 1908     | 30          | 981       | 3501      | 1946   |                |
| Beyer, Peacock and Company | 5135           | 1908     | 31          | 982       | 3502      | 1938   |                |
| Beyer, Peacock and Company | 5136           | 1908     | 32          | 983       | 3503      | 1938   |                |
| Beyer, Peacock and Company | 5137           | 1908     | 33          | 984       | 3504      | 1938   |                |
| Beyer, Peacock and Company | 5138           | 1908     | 34          | 985       | 3505      | 1946   |                |
| Beyer, Peacock and Company | 5139           | 1908     | 35          | 986       | 3506      | 1939   |                |
| Hohenzollern               | 3288           | 1914     | 36          | 987       | 3507      | 1938   |                |
| Hohenzollern               | 3328           | 1920     |             | 988       | 3508      | 1946   |                |

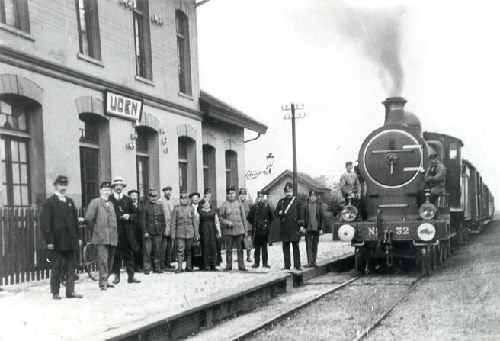
NS 3502 bij Station Uden
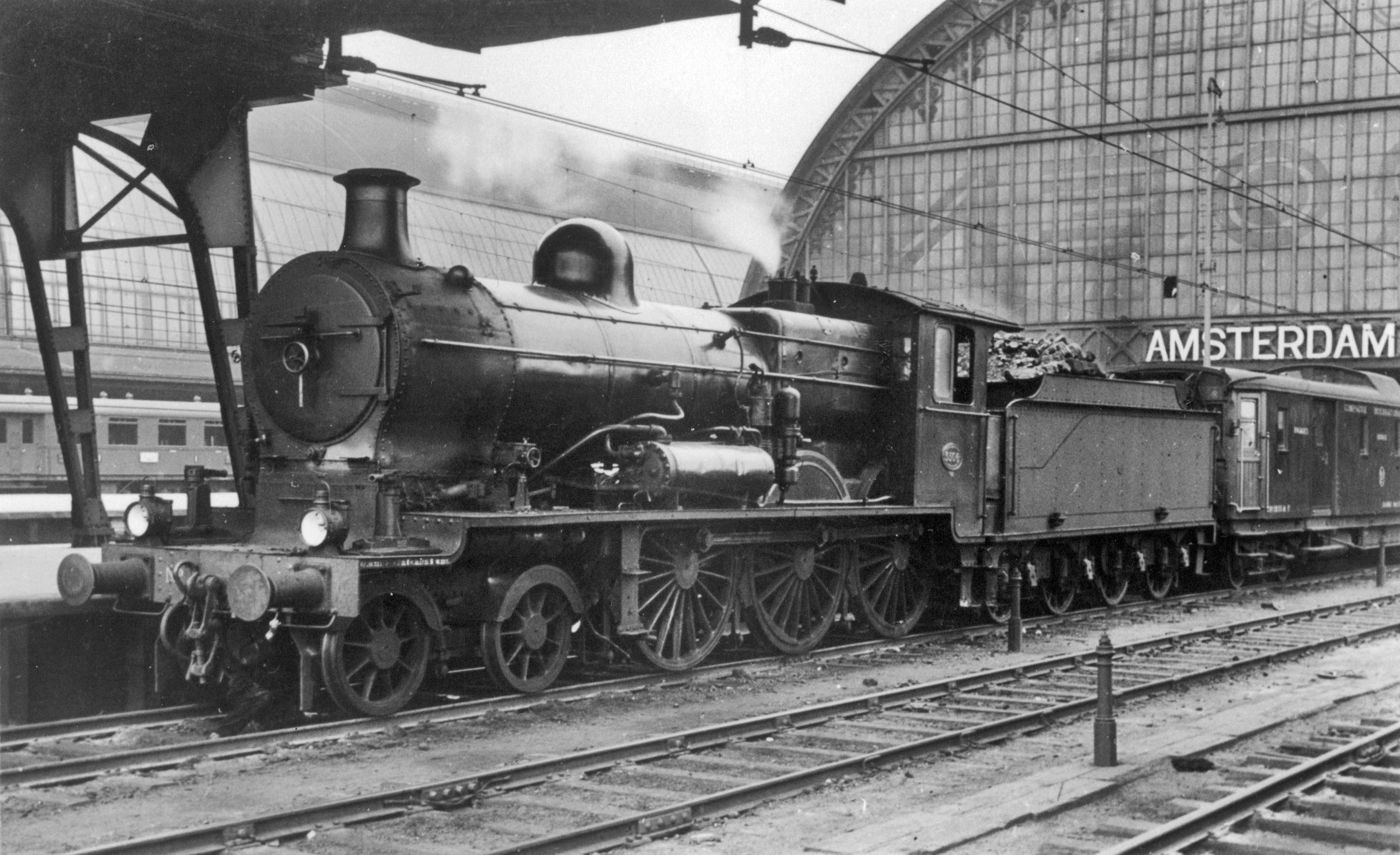
NS 3506 met een trein te Amsterdam C.S. tussen 1930 en 1940
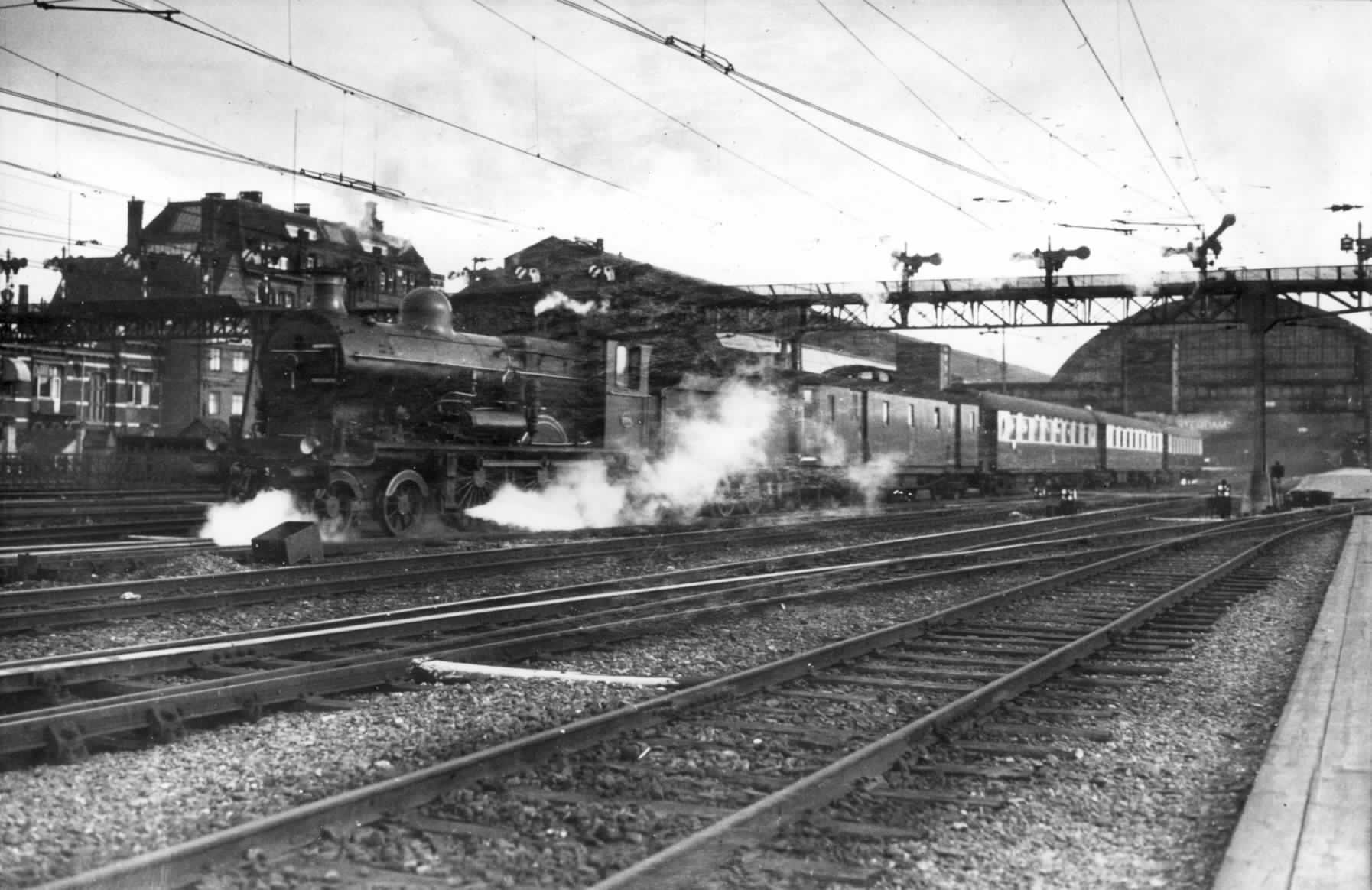
NS 3500 met een trein aan de westzijde van Amsterdam C.S. tussen 1930 en 1940
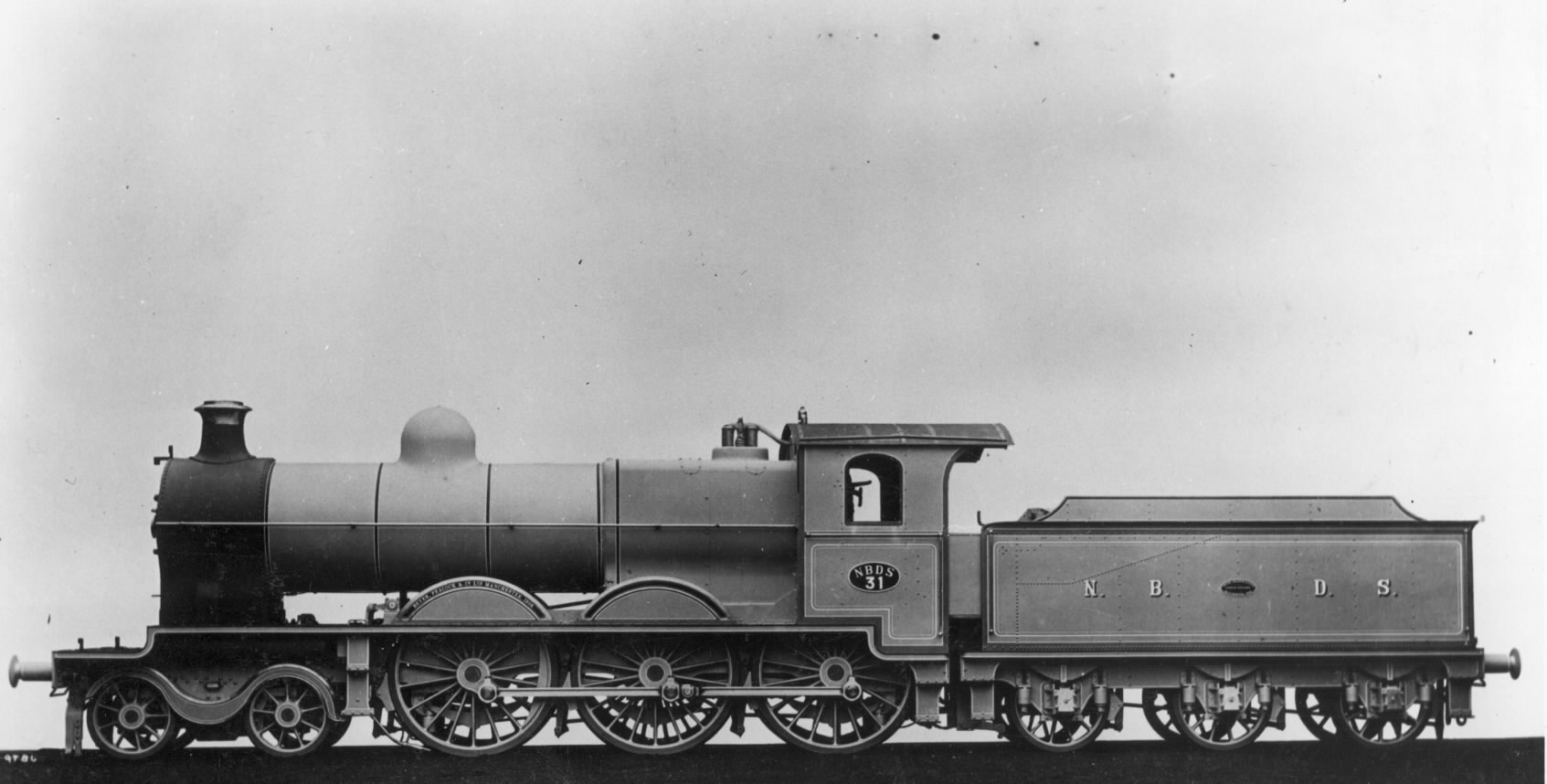
NS 3501 (NBDS 30) in 1908
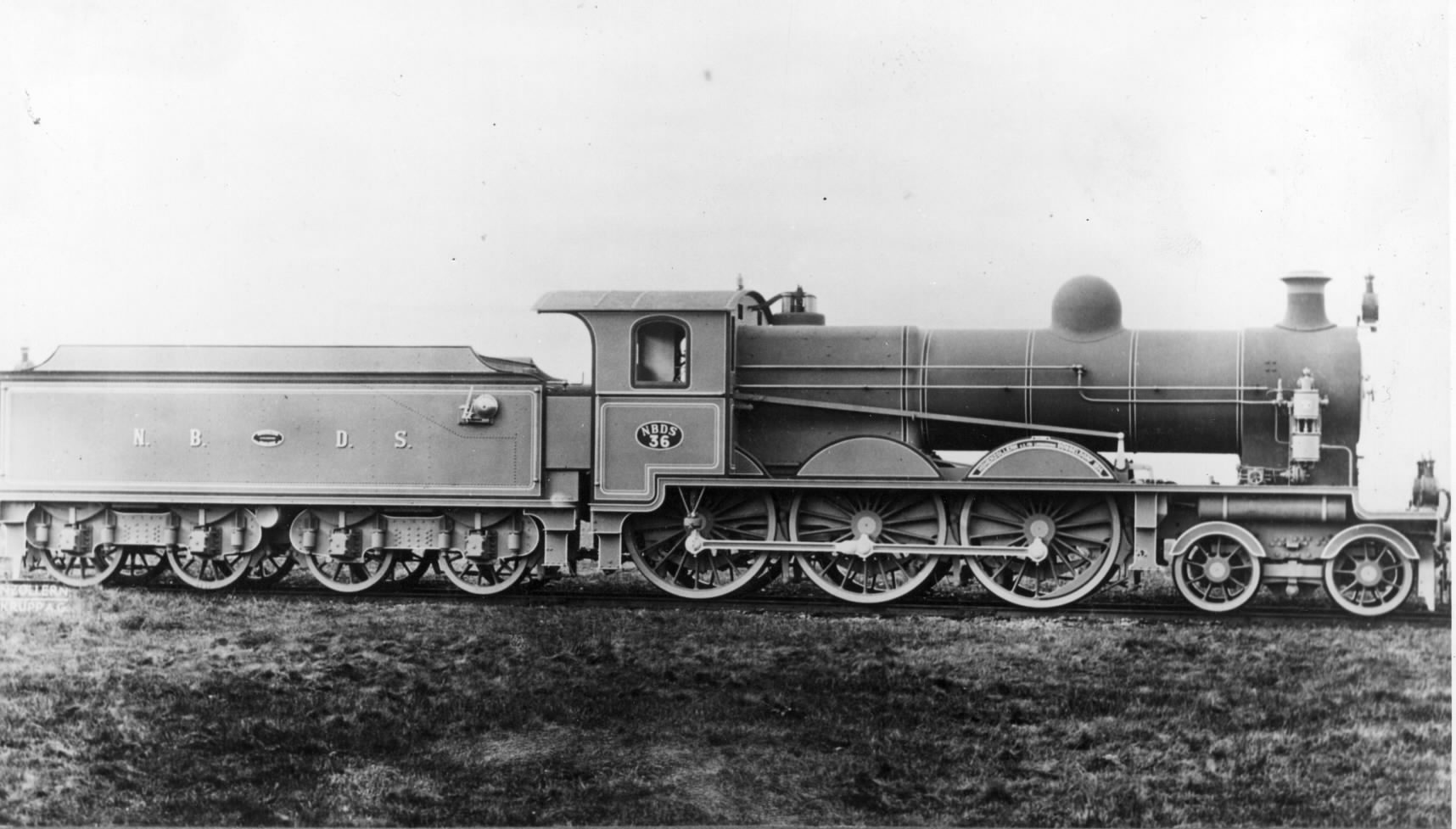
NS 3506 (NBDS 35) in 1914
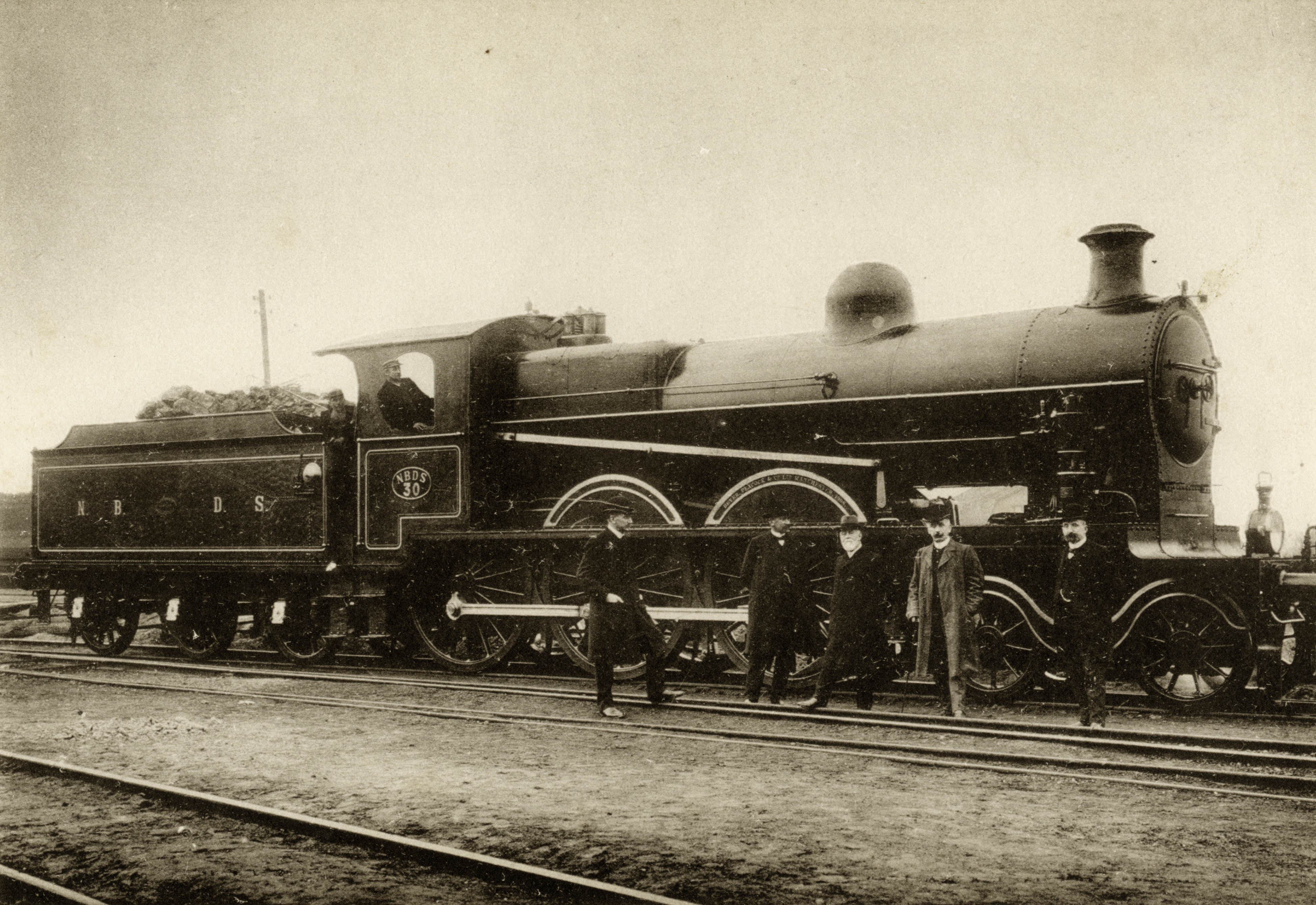
NS 3501 (NBDS 30) te Gennep tussen 1908 en 1913
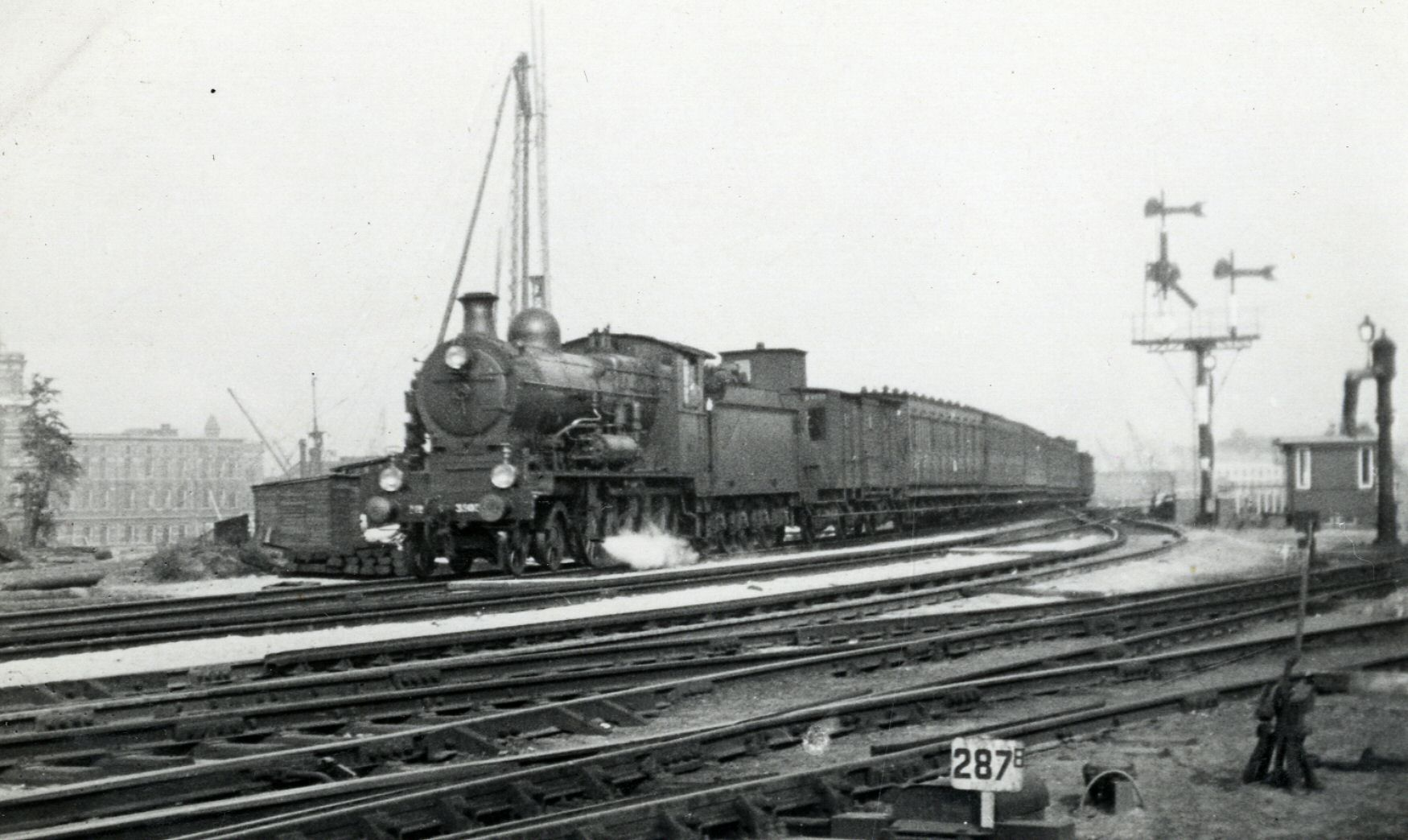
Een NS 3500 met een reizigerstrein tussen 1925 en 1935
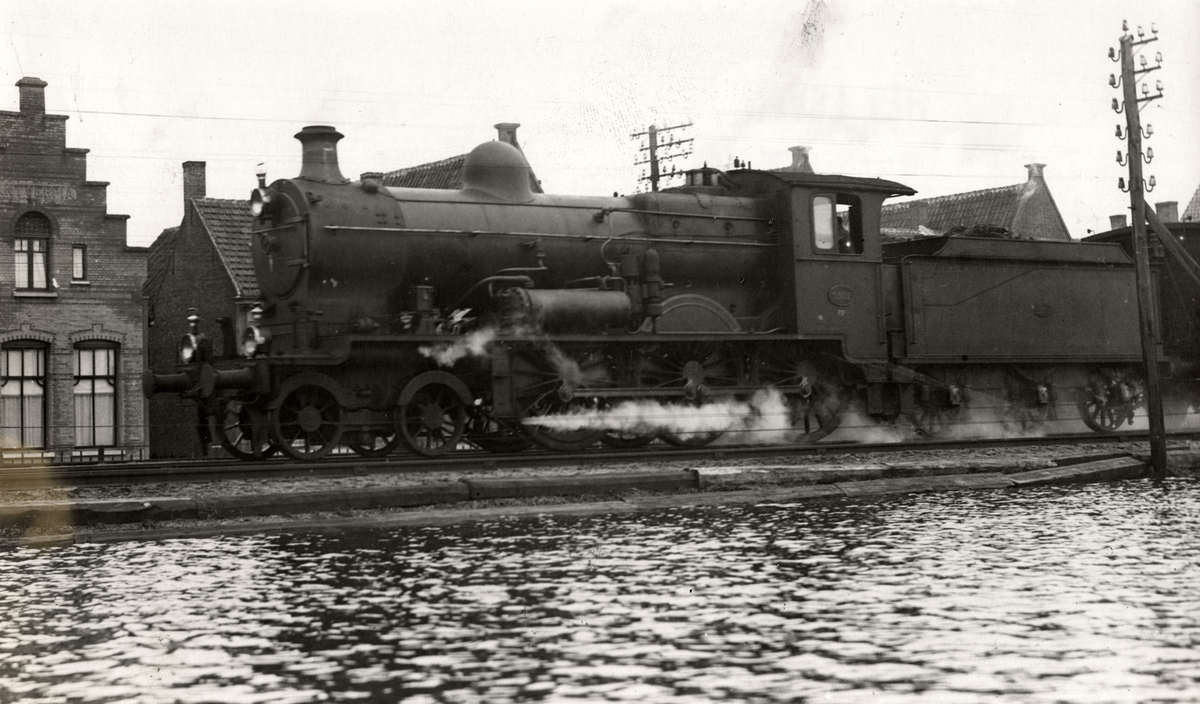
Een NS 3500-serie locomotief tijdens een overstroming in 1926
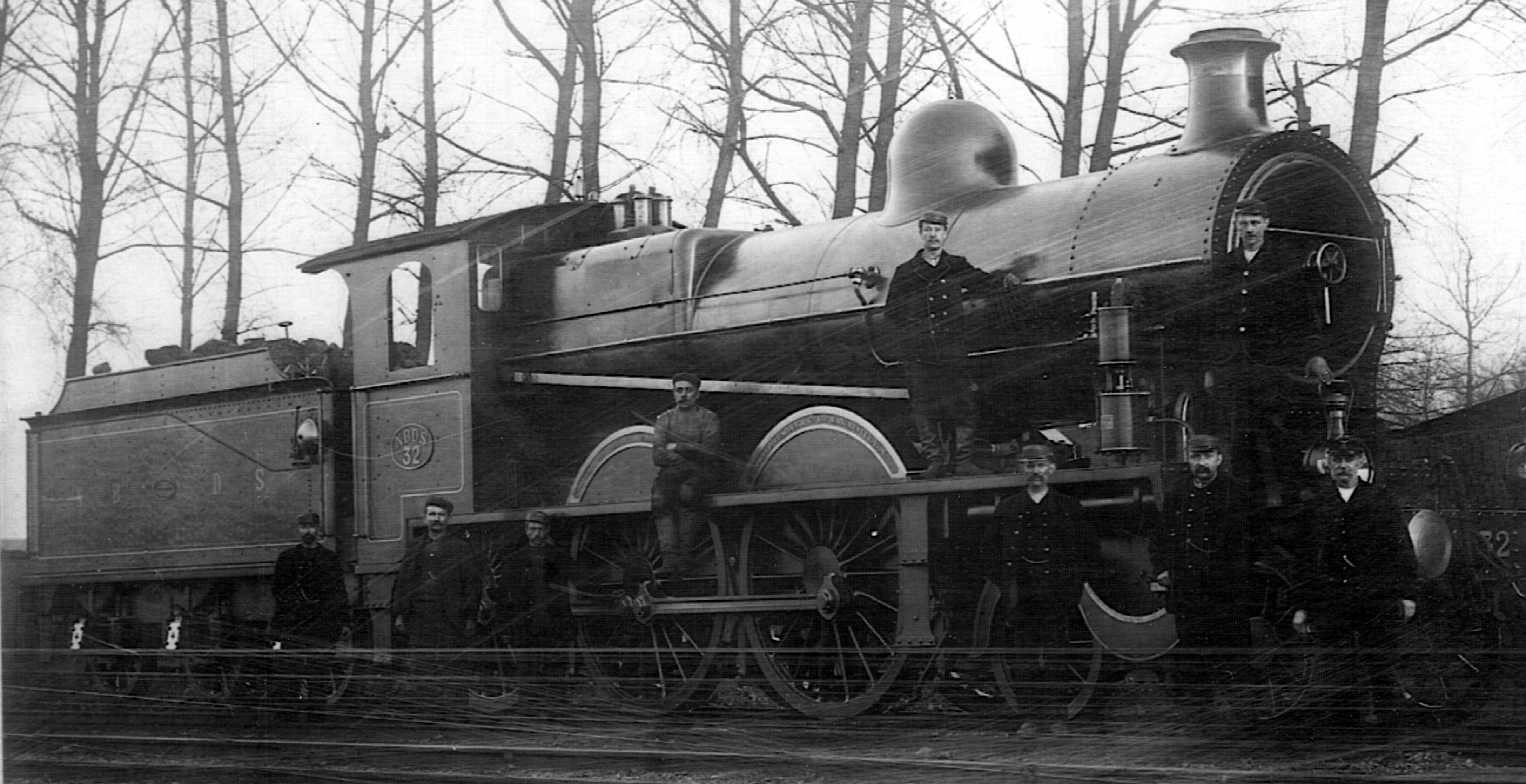
NBDS 32 (NS 3503) in Gennep in 1908
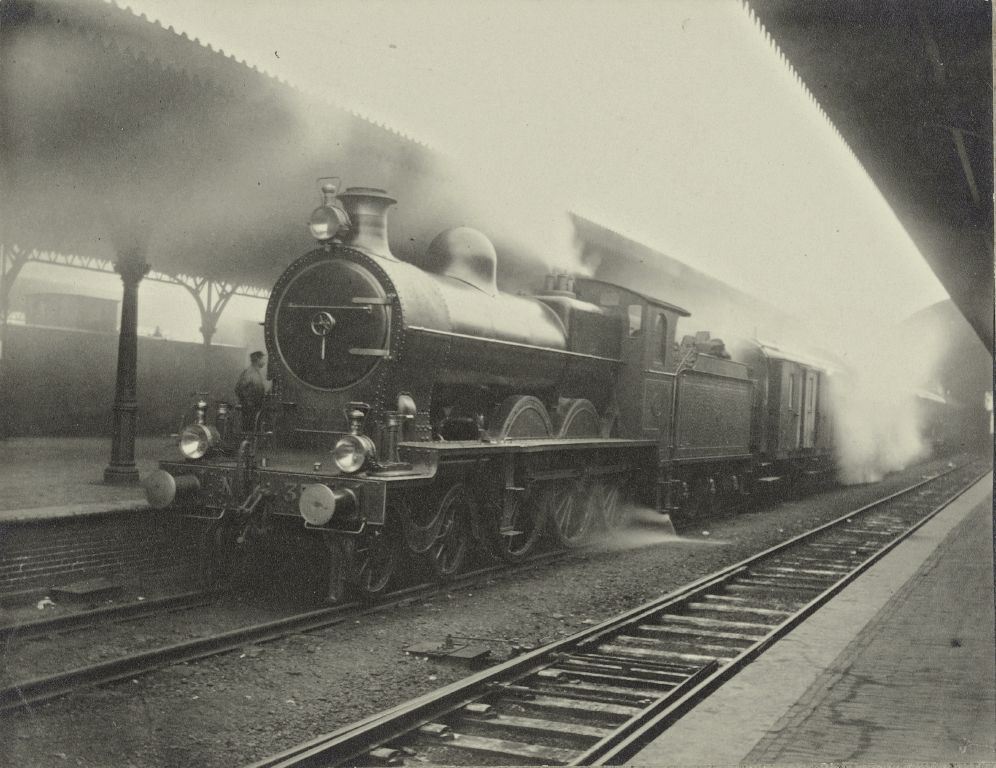
NBDS 35 (NS 3506) tussen 1908 en 1910
NS Serie 3500 (ex NBDS)